# 零件编号

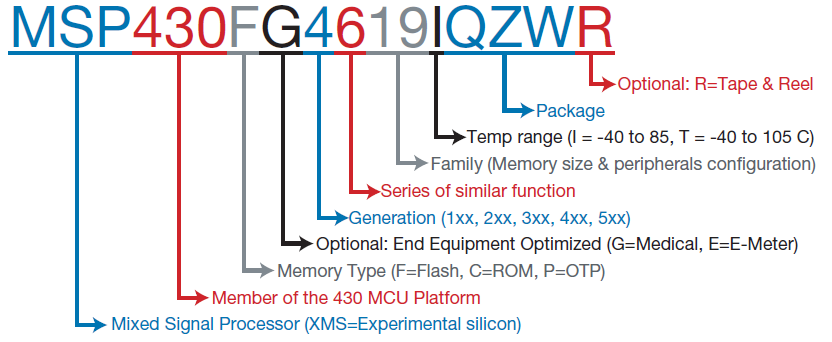
微控制器的零件编号

零件编号（缩写为PN 、 P/N  ）或粒號，是零件的標識符。零件编号等於給零件起了個名字。有些行業在製作圖表時需要用到零件編號，這樣可以讓人們知道到底需要用到哪些零件。零件编号內的數字和英文字母有具體的含義。 